# Vrsarski otoci
Vrsarski otoci este o arie protejată (sit de importanță comunitară — SCI) din Croația întinsă pe o suprafață de 882,19 ha, integral marine.

## Localizare
Centrul sitului Vrsarski otoci este situat la coordonatele 45°10′20″N 13°35′15″E / 45.172135°N 13.587606°E.

## Înființare
Situl Vrsarski otoci a fost declarat sit de importanță comunitară în iulie 2013 pentru a proteja un număr necunoscut de specii din flora spontană și fauna sălbatică aflate în arealul zonei.

## Biodiversitate
Situată în ecoregiunea marină mediteraneană, aria protejată conține 3 habitate naturale: Peșteri marine scufundate complet sau parțial, Recifuri, Bancuri de nisip acoperite în permanență slab de apă marină.
La baza desemnării sitului se află un număr nedeclarat de specii protejate.